# Michael Ngadeu-Ngadjui
Michael Ngadeu-Ngadjui (* 23. listopadu 1990, Bafang, Kamerun) je kamerunský fotbalový obránce/defenzivní záložník a reprezentant, který působí od roku 2019 v klubu KAA Gent . Je typem hráče, který nevypustí jediný souboj.
V roce 2017 s národním týmem Kamerunu vyhrál Africký pohár národů.

## Klubová kariéra
V Kamerunu hrál za tým Canon Yaoundé. V devatenácti letech odešel do Německa, kde započal svou evropskou pouť ve vestfálském týmu Kirchhörder SC. Poté působil v SV Sandhausen a v rezervě 1. FC Norimberk, se kterou hrál bavorskou regionální ligu. Přitom studoval dálkově vysokou školu, ale musel se rozhodnout mezi studiem a kopanou. Vybral si fotbal.
V letech 2014–2016 oblékal dres rumunského týmu FC Botoșani, kde se postupně propracoval do základní sestavy a od roku 2016 nosil kapitánskou pásku.
31. května 2016 podepsal smlouvu na tři roky s českým klubem SK Slavia Praha. Začínal v obraně na postu stopera, po nevydařeném zápase s estonským mužstvem FC Levadia Tallinn se však přesunul na pozici defenzivního záložníka.

25. února 2017 ve svém prvním ligovém utkání po návratu z úspěšného Afrického poháru národů proti 1. FK Příbram (výhra 8:1) vstřelil hattrick, přičemž nastoupil v průběhu druhého poločasu.
V roce 2017 a 2019 získal se Slavií titul mistra nejvyšší české soutěže.

## Reprezentační kariéra
V reprezentačním A-mužstvu Kamerunu debutoval 3. září 2016 v kvalifikaci na Africký pohár národů 2017 proti Gambii (výhra 2:0). Zúčastnil se i samotného afrického šampionátu v roce 2017 konaného v Gabonu, kde v utkání základní skupiny proti Guineji-Bissau vstřelil vítězný gól na konečných 2:1. Další vítězný gól vstřelil v semifinále téhož turnaje proti Ghaně (výhra 2:0). A s „kamerunskými lvy“, jak se národnímu týmu Kamerunu přezdívá, nakonec slavil na turnaji titul. Obhajoba titulu se již ale hráčům nepovedla, neboť na dalším mistrovství (2019) vypadli v osmifinále po prohraném zápase s Nigérií (2:3).
Zúčastnil se i Konfederačního poháru FIFA 2017 v Rusku.

## Úspěchy

### Reprezentační
- 1× vítěz Afrického poháru národů (2017)

### Klubové
SK Slavia Praha
- 2× vítěz české ligy (2016/17, 2018/19)
- 2× vítěz Pohár FAČR (2017/2018, 2018/2019)